# 日本国憲法第32条
日本国憲法 第32条（にほんこく（にっぽんこく）けんぽう だい32じょう）は、日本国憲法の第3章にある条文で、裁判を受ける権利について規定している。二重起訴の禁止等一部制約もある。

## 条文
日本国憲法 - e-Gov法令検索

第三十二条何人も、裁判所において裁判を受ける権利を奪はれない。

## 沿革

### 大日本帝国憲法
東京法律研究会 p.8

第二十四條日本臣民ハ法律ニ定メタル裁判官ノ裁判ヲ受クルノ權ヲ奪ハルヽコトナシ

### GHQ草案
「GHQ草案」、国立国会図書館「日本国憲法の誕生」。

#### 日本語
第三十二条何人モ国会ノ定ムル手続ニ依ルニアラサレハ其ノ生命若ハ自由ヲ奪ハレ又ハ刑罰ヲ科セラルルコト無カルヘシ又何人モ裁判所ニ上訴ヲ提起スル権利ヲ奪ハルコト無カルヘシ

#### 英語
Article XXXII.No person shall be deprived of life or liberty, nor shall any criminal penalty be imposed, except according to procedures established by the Diet, nor shall any person be denied the right of appeal to the courts.

### 憲法改正草案要綱
「憲法改正草案要綱」、国立国会図書館「日本国憲法の誕生」。

第三十何人ト雖モ国会ノ定ムル手続ニ依ルニ非ザレバ其ノ生命若ハ自由ヲ奪ハレ又ハ刑罰ヲ科セラルルコトナカルベク何人モ裁判所ニ於テ裁判ヲ受クルノ権利ヲ奪ハルコトナカルベキコト

### 憲法改正草案
「憲法改正草案」、国立国会図書館「日本国憲法の誕生」。

第二十九条何人も、裁判所において裁判を受ける権利を奪はれない。

## 関連条文
- 日本国憲法第37条（刑事被告人の権利）
- 日本国憲法第76条（司法権・裁判所、特別裁判所の禁止、裁判官の独立）

## 判例
- 強制調停事件（最高裁判例 昭和35年7月6日）
- 夫婦同居審判に対する抗告棄却決定に対する特別抗告（最高裁判例 昭和40年6月30日）憲法82条、民法752条
- 遺産分割審判に対する抗告棄却決定に対する抗告 最高裁判例 昭和41年3月2日 民法906条，民法907条，家事審判法7条
- 過料決定に対する抗告棄却の決定に対する特別抗告（最高裁判例 昭和41年12月27日）憲法31条，憲法82条
- 福岡地家裁甘木支部廃止取消請求事件（最高裁判例 平成3年4月17日）